# Saszet Géza
Saszet Géza (Érhatvan, 1929. március 8. – Nagyvárad, 2013. április 26.) erdélyi magyar filozófiai író, költő, dramaturg. Saszet Győző fia, Székely Erzsébet férje, Saszet Ágnes apja. Írói álneve: Sziky Géza.

## Életútja
Középiskoláit a Református Kollégiumban kezdte Szatmárnémetiben és Nagyváradon fejezte be (1948). A Bolyai Tudományegyetemen filozófia–lélektan szakos diplomát szerzett, s már egyetemi hallgatóként gyakornok, 1952-től lektor; e minőségben logikát oktatott. Az 1956-os magyarországi forradalmat követő megtorlások során eltávolították az egyetemről. Rövid ideig az Irodalmi Könyvkiadó szerkesztője, de politikai okokból rövidesen itt is felbontották munkaszerződését. Ekkor alkalmi munkákat vállalt: „bújtatott” segédmunkás, majd 1961-től díszletmunkás, ügyelő, könyvtáros, végül dramaturg volt a Kolozsvári Állami Magyar Színházban. Mint segédrendező és dramaturg közreműködött számos darab bemutatásában. Szerkesztette az előadások műsorfüzeteit, melyekben dramaturgiai tanulmányai, színháztörténeti cikkei, interjúi, színészportréi jelentek meg. 1979–80-ban a Kolozsvári Rádióban színes színháztörténeti előadássorozata volt, Thalia szekerén címmel.
Írásait a Cimbora, Dolgozó Nő, Helikon, Korunk, Művelődés, Napsugár, valamint az Alföld, Létünk, Tiszatáj, továbbá az Amerikai Magyar Népszava és a budapesti Szabadelvű Unió közölte.
Első versei az Utunkban jelentek meg, Sziky Géza álnéven 1952-ben. Bizonyság című kötetéről ezt írta Szilágyi Domokos: „Saszetnek nem a vers a fontos, hanem a közlés… nem az a fontos, hogy amit ír, vers-é vagy sem. Hanem: hogy megszólalt; … költészetét – a szó hagyományos értelmében – nem merném lírának nevezni… De … van itt egy ember, aki közli velünk gondolatait, s e gondolatokon érdemes eltöprengeni” (Korunk, 1973/1).
Nagyváradon hunyt el, hamvait Debrecenben helyezték örök nyugalomra.

## Alkotásai
- Önálló kötete: Bizonyság. Versek (Dacia, Kolozsvár, 1972; a Román Írószövetség Díjával kitüntetett kötet)
- Gyűjteményes kötetekben megjelent írásai: Apáczai Csere János társadalmi nézetei (in: Filozófiai tanulmányok. Bukarest, 1957); A mesének legyen jó vége. Játék tárgyakkal és közhelyekkel (in: Báboskönyv. Bukarest, 1974)
- Bemutatott színpadi művei: János vitéz (bábszínházra alkalmazott verses változat, Kolozsvári Bábszínház, 1983–84-es évad); A szerelem bolondságai (zenés játék, kolozsvári Állami Magyar Színház, 1985–86-os évad)
- Műfordítói tevékenysége: Ion Călugăru: Acél és kenyér (regény, 1953, Sziky Géza írói nevén); Ecaterina Oproiu: Interjú (színmű, kolozsvári Állami Magyar Színház, 1975–76-os évad)

## Díjak, elismerések
- Írószövetségi díj (1972)
- Krúdy Alapítvány díja (1992)